# Banu 'Uqayl
Banu 'Uqayl (in arabo بنو عقيل‎?) è un'antica tribù araba che ha avuto un ruolo importante nella storia del mondo orientale e dell'Iraq. Discendono da 'Uqayl bin Ka'b bin Rabi'ah bin 'Amir bin Sa'sa'a da HawazinQayside Mudaride 'Adnanide. Pertanto, sono discendenti del profeta Ismaele, figlio del profeta Abramo. Questa dinastia diede i natali a numerosi studiosi, eroi, poeti, re e principi.

## Lignaggio
'Uqayl bin Ka'b bin Rabi'ah bin 'Amir bin Sa'sa bin Mu'awiyah bin Bakr bin Hawazin bin Mansur bin 'Ikrimah bin Khasfa bin Qays 'Aylan bin Mudar bin Nizar bin Ma'ad bin Adnan, dai discendenti del Profeta di Dio Ismaele bin il profeta di Dio Abramo.

## Caratteri
- Ati b. Yazid b. Malik al-'Uqayli: uno dei poeti preislamici la cui poesia guidava i linguisti.
- Al-A'lam b. Khuwaylid: Abu Harb, era un cavaliere in epoca pre-islamica, poi venne dal Profeta, che le preghiere e la pace di Dio siano su di lui e sulla sua famiglia, ed era uno dei compagni del Profeta.
- Rabi'a al-'Uqayli: uno dei martiri nella battaglia del cammello ed era con l'Imam Ali bin Abi Talib (la pace sia con lui).
- Musa b. Yunus b. Muhammad b. Man`ah bin Malik al-'Uqayli, Kamal al-Din, Abu al-Fath al-Mawsili: Stava dando l’esempio con la sua intelligenza e ampiezza di conoscenza, Il suo nome divenne famoso, scrisse, insegnò ed eccelleva in matematica, e i suoi studenti erano molti Di lui si diceva: Si occupava di quattordici scienze. I suoi studenti includono Ibn Khallikan, Nasir al-Din al-Tusi e Ibn al-Atheer al-Abhari.
- Ishaq bin Muslim Al-Uqayli: un leader e sceicco con esperienza e solide opinioni, che aveva una grande stima tra il suo popolo. Se faceva la pace, faceva la pace con gli arabi, e se combatteva, combatteva gli arabi. Fu governatore dell'Armenia e fu testimone delle epoche degli Omayyadi e degli Abbasidi.
- Laila al-'Akhailiyya: una poetessa nota per la sua bellezza, forza di personalità ed eloquenza. Visse all'inizio dell'Islam e dell'era degli Omayyadi, ed era nota per il suo amore reciproco con Tawbah ibn al-Himyar.
- Tawbah bin Al-Himyar: poeta e amante arabo, famoso per il suo amore e attaccamento a Laila Al-Akhailiyya.
- Al-Muqallad bin Al-Musayyab Al-Uqaili: Conosciuto con il soprannome di Hussam Al-Dawla, è uno dei sovrani più famosi dello stato di Uqailiyya e il suo vero fondatore, nonché il principe più potente del IV secolo AH, come suo l'autorità si espanse finché non volle impadronirsi di Baghdad.
- Muslim bin Quraysh al-'Uqayli: conosciuto con il titolo di Sharaf al-Dawla, re dello stato Uqaylide della famiglia al-Musayyib, conquistò Aleppo e Harran e prese tributo dalle terre romane, assediò Damasco e quasi la prese. Gli arabi gli obbedirono.  Voleva conquistare Baghdad dopo Tughrul Beg.  Era un poeta, e aveva dominio, politica e giustizia (...) e aveva una lunga carriera, guerre e prodigi.[7]
- Ibn Mulham: noto come Makin al-Dawla, il comandante fatimide, il conquistatore dell'Africa e il comandante della campagna militare nel basso Maghreb. Assunse l'Emirato di Aleppo e governò su Jund al-Urdun.
- Yousef Al-Bahrani: è un religioso, giurista e autorità sciita del Bahrein noto come il proprietario dei giardini (in arabo صاحب الحدائق‎?, Sahib al-Hada'iq).
- Re dello Stato 'Uqaylide.
- Sultani dello Stato Jabride.
- Principi dello Stato Asfouride.